# Nirvana (Comix)
Nirvana è il fumetto più noto del fumettista italiano Roberto Totaro.

## Descrizione
Tratta di un vecchio maestro Zen, che dice di chiamarsi Il Sommo Maestro, che vive su di una rupe a meditare e che dà vari consigli alle persone che vengono da lui, principalmente stereotipi classici o meno (come il boy-scout o l'uomo brutto e disperato). Spesso i consigli dell'uomo sono pessimi e uno dei personaggi più ricorrenti viene spesso ferito moralmente e non dal vecchio maestro che, stando agli scout, si chiamerebbe "Signor Clochard" (Clochard in francese vuol dire barbone).
Il Sommo Maestro è presto diventato un logo o, addirittura, un sinonimo di Comix, la casa editrice che ne produce i libri. Di Nirvana sono usciti sei libri: Nirvana (1997) edizioni colors, Nirvana - Meditazioni di fine millennio (1999), Nirvana 2 - La meditazione continua... (2001), Il terzo grande libro del Nirvana (2003), Nirvana - Libro quarto (2005) e Nirvana - Libro quinto (2009). Le strisce sono pubblicate anche sui diari della Comix.

## Personaggi
- Il Sommo Maestro : È un anziano signore che ha deciso di passare i suoi ultimi anni a meditare su una rupe e a dare consigli alle persone meritevoli e bisognose. Ha una passione per il giardinaggio e non sempre dà consigli veramente buoni.
- L'uomo più brutto del mondo : Questo è il soprannome che dà il Sommo Maestro ad uno dei suoi discepoli. L'uomo più brutto del mondo è un uomo basso, gobbo e con un enorme naso brufoloso e puzzolente. Fissato con il sesso, è uno dei personaggi più ricorrenti di tutto il fumetto. Spesso si traveste nei modi più disparati e folli per attrarre delle donne: Zorro è solo uno degli esempi.
- I Boy Scout : I Boy Scout credono che il Maestro sia in pericolo e lo invitano a venire ad una casa di riposo ma lui ripete in continuazione che non ha intenzione di avvicinarsi. Nel quinto libro del Nirvana i Boy Scout illustrano al Sommo Maestro la struttura della demenziale Villa Glicine, la suddetta casa di riposo dove i cani rincorrono e molestano gli anziani e dove le psicologhe fanno l'amore tra di loro mentre gli anziani le guardano eccitati.
- Il Seienne : Benché nel quinto libro il personaggio compie 11 anni, Il Sommo Maestro lo identifica come Il seienne. È un fan del porno spesso soggetto o autore di bullismo e con una famiglia disperatamente povera e scalcinata.
- Il Poeta maledetto : Il Poeta maledetto è un poeta pessimo che il Sommo Maestro detesta. Scrive poesie senza senso, rima o spessore e le legge al Sommo Maestro che lo ferisce in modo grave fisicamente.
- I K•L•Tool : I K•L•Tool sono degli alieni venuti da un lontano pianeta che comunicano solo tramite un traduttore speciale e possono parlare solo col Sommo Maestro.
- Il Popolo Migratore : Il Popolo Migratore è un popolo di uccelli migratori che fanno degli scherzi sporchi e crudeli al Sommo Maestro quando gli passano sopra, facendogli la cacca in testa o picchiandolo in modo assai improbabile.

## Libri
- Nirvana (1997)
- Nirvana - Meditazioni di fine millennio (1999)
- Nirvana 2 - La meditazione continua... (2001)
- Il terzo grande libro del Nirvana (2003)
- Nirvana - Libro quarto (2005)
- Nirvana - Libro quinto (2009)